# Подобед, Александр Станиславович
Александр Станиславович Подобед (бел. Аляксандр Станіслававіч Падабед, 30 мая 1951, Минск, БССР, СССР) — советский и белорусский актёр театра и кино, продюсер. Народный артист Республики Беларусь (2020), заслуженный артист Белорусской ССР (1989).

## Биография
Родился Александр 30 мая 1951 года в Минске в интеллигентной семье. В свои школьные годы Александр занимался в студии при дворце железнодорожников, позже — в Театре имени Янки Купалы. В 1972 году окончил театральный факультет Белорусского театрально-художественного института. Будучи студентом, будущий народный артист Республики Беларусь получил всесоюзную серебряную медаль за разработку роли Фёдора Простасова для спектакля «Живой труп». Александр Станиславович читал лекции и вёл практические занятия по риторике в Академии управления при Президенте Республики Беларусь. Позже работал в БГУ и институте современных знаний. В 2005 году перенёс тяжёлый инфаркт.

## Фильмография
- 2021 — Дверь в прошлое — Виктор Берг
- 2020 — Нефритовая черепаха — Смолин, дед Ильи
- 2020 — Вспышка — Иван Костин, (Костыль)
- 2019 — Почти семейный детектив — Андрей Карпович, друг Эсфири, эксперт-искусствовед
- 2018 — Ускользающая жизнь — Ларионов, партнёр Виленского
- 2015 — Неподкупный — Никита Андреевич Суворов, 2-й секретарь горкома партии
- 2013 — 2015 — Государственная граница — (фильм 9-12) —  Александр Иванович Белозёров, полковник в отставке
- 2015 — Королева красоты — Степан Аркадьевич Щагин
- 2014 — Счастливый шанс — Николай Эдуардович, преподаватель вокала
- 2014 — Уходящая натура — врач в психиатрической больнице
- 2013 — Ментовские войны 7 — Урал, криминальный авторитет из Новосибирска, вор в законе
- 2013 — КиндерВилейское привидение — эпизод
- 2012 — 2013 — Белые волки — Иван Сергеевич Степанов, прокурор
- 2012 — Спасти или уничтожить — Лавров, отец Анны
- 2011 — Навигатор — Иванников
- 2007 — Майор Ветров — Семагин
- 2005 — Призвание — эпизод
- 2005 — Последний бой майора Пугачёва — генерал Власов
- 2004 — Эрик XIV (фильм-спектакль) — Нильс Юленшерн
- 2004 — Мужчины не плачут — Аристархов
- 2003 — Небо и земля — Фёдор Иванович Суэцкий, отец Варвары, таможенник
- 2003 — Четвёртое желание — президент Хартии
- 2002 — Между жизнью и смертью — генерал, он же гаутман Крейзер
- 2002 — В июне-41 — генерал Антонов
- 2002 — Закон — Буров
- 1999 — Любить по-русски 3: Губернатор — судья
- 1996 — Птицы без гнезд — эпизод
- 1995 — Русская рулетка Москва-95 — эпизод
- 1994 — Цветы провинции — эпизод
- 1994 — Эпилог  —
- 1993 — Я - Иван, ты - Абрам — эпизод
- 1993 — Дело Лоховского — Леонид Афанасьевич, криминальный авторитет "Папа"
- 1993 — Аномалия  — эпизод
- 1992 — Вальс золотых тельцов —
- 1992 — Пойти и не вернуться  — Салей
- 1991 — Здешние (фильм-спектакль) — белый ангел
- 1991 — Человек со свалки — Яков Дягилев, отец Геры
- 1990 — Страсти по Авдею (фильм-спектакль) — председатель Комбеда
- 1990 — Лифт для промежуточного человека — автор
- 1990 — Плач перепёлки — Марухин
- 1987 — Отступник — эпизод
- 1981 — Последний шанс (фильм-спектакль) — Гатовчик
- 1980 — Третьего не дано — эпизод

## Личная жизнь
Женат на Людмиле Подобед.

## Награды и звания
- Народный артист Республики Беларусь (2020).
- Заслуженный артист Белорусской ССР (1989).
- Всесоюзная серебряная медаль.